# آلبرت دکریس
پیر لوئی آلبرت دکریس (Pierre Louis Albert Decrais) (زادهٔ ۱۸ دسامبر ۱۸۳۸ – درگذشتهٔ ۲۷ فوریه ۱۹۱۵)، یک وکیل دادگستری، وزیر، دیپلمات و سیاست‌مدار اهل فرانسه بود که از ۱۸۹۷ تا ۱۹۰۳ میلادی به عنوان عضو پارلمان و بعداً از ۱۹۰۳ تا ۱۹۱۵ میلادی به عنوان سناتور خدمت نمود. او از ۱۸۹۹ تا ۱۹۰۲ میلادی وزیر مستعمرات فرانسه بود. او از استثمار مستعمرات به‌وسیله شرکت‌های امتیازی طرف‌داری نموده اما با تجارت برده مخالف بود. در دوره تصدی وزارت وی، یک فوران آتش‌فشانی، شهر سنت-پییر در مارنیتیک را ویران کرد.

## سال‌های اولیه
آلبرت پیر لوئی دکریس در ۱۸ دسامبر ۱۸۳۸ در شهر بوردو در ژیروند زاده شد. او از یک خانواده بورژوا و پروتستان بود. پدرش لوئی دکریس یک بازرگان و مادرش دیسیری دیبانس نام داشت. او دوره دبیرستان را در ۳ اوت ۱۸۵۷ در بوردو به اتمام رسانده و متعاقب آن به پاریس رفت تا حقوق بخواند، جای که او یکی از دانشجویان درخشان شد. او در ۱۸۶۲–۶۳ میلادی منشی کنفرانس وکیلان دادگستری بود و برای نوشتن کتاب Éloge de M. de Vatimesnil، برنده جایزه شد. دکریس به انجمن وکیلان دادگستری پاریس ملحق شده و در ۱۸۶۷ میلادی جواز وکالت دادگستری خود را به‌دست‌آورد. او مخالف امپراطوری دوم فرانسه بود و در حلقه‌های جمهوری‌خواهان می‌نشست.

## حرفه رسمی
در جریان جنگ فرانسه و پروس، دکریس بخشی از مأموریت دیپلماتیک تاچارد در بروکسل بود. در ۲ مارس ۱۸۷۱، او به عنوان نماینده دولت در دپارتمان اندر-ا-لوآر گماشته شد. او با مارگوریتی الیس دیتوماس ازدواج کرد و آن‌ها سه فرزند داشتند. در اوت ۱۸۷۴ او با نشان لژیون دونور مفتخر گردید. در ۱۱ نوامبر ۱۸۷۴ او به عنوان نماینده دولت در شهرستان آلپ-ماریتیم و بعداً در ۲۱ مارس ۱۸۷۶ به عنوان نماینده دولت در ژیروند گماشته شد. در ۱۹ می ۱۸۷۷، او در اعتراض به انتخاب آبرت، دوک دی بروگلی چهارم به عنوان نخست‌وزیر، از سمت خود کنار رفت. او در ۲۰ دسامبر ۱۸۷۷ دوباره در سمت خود ابقا شده و در ۷ فوریه ۱۸۷۸ به مقام افسر لژیون دونور ترفیع داده شد. او در ۱۶ مارس ۱۸۷۹ به عنوان عضو شورای کشور گماشته شد.

## دیپلمات
در ۸ می ۱۸۸۰، دکریس به عنوان وزیر تام‌الاختیار فرانسه در بروکسل گماشته شد. در دومین کابینه شارز دی فریسینت، دکریس از ۴ فوریه ۱۸۸۲ تا ۱۱ نوامبر ۱۸۸۲ به عنوان رئیس امور سیاسی در وزارت خارجه کار کرد. او در ۱۱ نوامبر ۱۸۸۲ به عنوان سفیر فرانسه در ایتالیا، در ۱۷ ژوئیه ۱۸۸۶ سفیر فرانسه در اتریش و در ۲۱ ژوئیه ۱۸۹۳ به عنوان سفیر فرانسه در بریتانیای کبیر گماشته شد. او در ۱۸۹۴ میلادی از خدمت دیپلماتیک بازنشسته شد.

## حرفه سیاسی

### عضو پارلمان
دکریس از ۱۸۸۰ تا ۱۸۸۶ میلادی، عضو شورای عمومی ژیروند بود. او در انتخابات پارلمانی ۱۸۹۶ از حوزه انتخابیه شهرستان اول بوردو خود را نام‌زد کرد، اما نتوانست موفق شود. او از جانب حزب جمهوری‌خواه خود را در انتخابات میان دوره‌ای حوزه انتخابیه شهرستان چهارم بوردو در ۲۱ فوریه ۱۸۹۷ نام‌زد نمود و به عنوان عضو پارلمان انتخاب گردید. او در انتخابات‌های ۸ می ۱۸۹۸ و ۲۷ آوریل ۱۹۰۲ مجدداً به عنوان نماینده انتخاب شد.

### وزیر مستعمرات
دکریس از ۲۲ ژوئن ۱۸۹۹ تا ۳ ژوئن ۱۹۰۲ به عنوان وزیر مستعمرات در کابینه پیر والدیک-روسیو خدمت کرد. او اظهار داشت که او طرف‌دار یک سیاست انسانی نسبت به مردمان بومی مستعمرات بود. دکریس از نظامی حمایت می‌کرد که در آن به شرکت‌ها حقوق امتیازی داده می‌شد تا از مناطق مستعمراتی بهره‌کشی نمایند، اما در بدل آن مالیات بپردازند و آن مناطق را توسعه بخشند. تعداد شرکت‌های امتیازی در جریان تصدی وزارت وی افزایش یافت. حاکمان مناطق مستعمراتی اغلب نسبت به شرکت‌های امتیازی متخاصم بودند، چون از نظر آن‌ها تنها دغدغه این شرکت‌ها به حداکثر رساندن سود خودشان بوده و این‌که آن‌ها در درازمدت مضر بودند. این شرکت‌ها نیز، علی‌رغم قرضه‌های که از دولت دریافت می‌نمودند، عمل‌کرد بسیار ضعیف داشتند. با این وجود، دکریس از این مسائل چشم‌پوشی کرد. او در ۱۹۰۱ میلادی یک کمیسیون بانک‌داری را برای جست‌جوی راه‌های تأمین مالی این شرکت‌ها ایجاد کرد و نتیجه نهایی آن این بود که مالیات دهندگان حقوق کارکنان و سود این شرکت‌های استثماری را می-پرداختند.
دکریس در اکتبر ۱۸۹۹ سودان را مجدداً سازماندهی کرد تا سرکلیس جنوبی را به مستعمرات کرانه‌ای ضمیمه نماید. در درون سودان دو مستعمره تحت حکومت نظامی قرار داشتند، این مراکز نظامی به ترتیب در واگادوگو و تیمبوکتو مستقر بودند. یک قلمرو نظامی جدید، شامل مناطقی که حالا به‌نام نیجر یاد می‌گردد، در ۱۹۰۰ میلادی تأسیس شد. در ۱۱ دسامبر ۱۸۹۹ عضو کاتولیک پارلمان به‌نام ژولس آگوستی لیمر در درون مجلس از تجارت مداوم برده، به‌ویژه زنان، صحبت کرد. دکریس بیان داشت که او از این مشکل آگاهی نداشت، اما او اطمینان داد که تجارت برده سرکوب می‌شود. پس از مدت کوتاهی، او نامه‌ای با لحن شدید به تمام حاکمان نوشت و در آن بیان داشت که:
پس، برای پیشرفت تمدن و شرف کشور ما این بسیار مهم است تا مردمان بومی در تمامی قلمروهای که ما بر آن کنترل داریم، از اعمال نظام برده‌داری به‌طور کامل دست بکشند. این نیز بسیار مهم است که تجارت برده صادر کردن آن‌ها از یک کشور به کشور دیگر و مقابله کردن با نظارت و سرکوب این چنین اعمال شدید در هر جای که هنوز وجود داشته باشد، باید هرچه زودتر معدوم شود. من نیازی به بیان این نمی‌بینم که من متکی به دوراندیشی و تجربه شما هستم تا در اقداماتی که اتخاذ خواهید کرد، مزاج، رسوم و سنت‌های مردمان بومی که تحت اداره شما قرار دارند، را مد نظر می‌گیرد.
در اوایل ماه می ۱۹۰۲، آتش‌فشان کوه پله که در بر شهر سنت-پییر در مارنیتیک واقع شده‌است، شروع به فوران کرد. دکریس در ۷ می ۱۹۰۲ تلگرامی از سناتور امیدیی نایت دریافت نمود که می‌گفت شهر به‌طور جدی آسیب دیده و تقاضای کمک بشردوستانه داشت. دکریس تصور کرد که مشکل جدی نیست و این‌که این تقاضا ممکن انگیزه‌های سیاسی داشته باشد، از این‌رو او اقدام جدی در دست نگرفت. بعدتر او توضیح داد، «با انتخابات پیشرو، شرایط بسیار حساس بود. اقدام کردن بر مبنای درخواست رهبر یک حزب، صلاحیت حاکم شهر را تضعیف می‌کرد و همچنین ممکن بود اقدامی برای به‌دست آوردن مزیت سیاسی تعبیر گردد». فوران‌ها ادامه یافت و تا ۱۲ می ۱۹۰۲ دریافته شد که شهر سنت-پییر به‌طور کامل تخریب گردیده و ۳۰٬۰۰۰ نفر جان داده بودند.

### سناتور
در ۲۶ آوریل ۱۹۰۳، دکریس طی یک انتخابات میان دوره‌ای به عنوان عضو سنای فرانسه انتخاب گردید. او در ۷ ژانویه ۱۹۰۶ مجدداً به عنوان سناتور انتخاب شد. بار دیگر او خود را کاملاً وقف امور خارجی کرده بود. او در ۲۷ فوریه ۱۹۱۵ به عمر ۷۶ سالگی در مرینیک، ژیروند درگذشت.

## ارجاعات
1. 1 2  Dubos 1998, p. 222.
2. 1 2 3 4  Dubos 1998, p. 223.
3. 1 2 3 4 5  Jolly & 1960–1977.
4. ↑  Persell 1983, p. 109.
5. ↑  Persell 1983, p. 111.
6. ↑  Klein 1998, p. 124.
7. ↑  Klein 1998, p. 126.
8. ↑  Klein 1998, p. 126–127.
9. ↑  Zebrowski 2002, p. 81, 85.
10. ↑  Zebrowski 2002, p. 86.
11. ↑  Zebrowski 2002, p. 6.